# Antal Kiss
Pour les articles homonymes, voir Kiss.
Dans le nom hongrois Kiss Antal, le nom de famille précède le prénom, mais cet article utilise l’ordre habituel en français Antal Kiss, où le prénom précède le nom.
Antal Kiss, né le 30 décembre 1935 à Gyöngyös et mort le 8 avril 2021 à Tatabánya, est un athlète hongrois spécialiste de la marche.
Son plus grand succès est sa médaille d'argent sur 50 km aux jeux de Mexico.

## Palmarès

### Jeux olympiques d'été
- Jeux olympiques d'été de 1964 à Tokyo ( Japon)
  - 21e sur 20 km
  - non partant sur 50 km
- Jeux olympiques d'été de 1968 à Mexico ( Mexique)
  -  Médaille d'argent sur 50 km
- Jeux olympiques d'été de 1972 à Munich ( Allemagne de l'Ouest)
  - abandon sur 20 km
  - 26e sur 50 km

### Championnats d'Europe d'athlétisme
- Championnats d'Europe d'athlétisme de 1966 à Budapest ( Hongrie)
  - 6e sur 20 km